# Astylinifer planus
Astylinifer planus är en svampdjursart som beskrevs av Topsent 1904. Astylinifer planus ingår i släktet Astylinifer och familjen Acarnidae. Inga underarter finns listade i Catalogue of Life.